# Relaciones Israel-Sudáfrica
Las relaciones entre Israel y Sudáfrica se refieren a la relaciones internacionales entre la República de Sudáfrica y el Estado de Israel.
Durante las décadas de 1950 y 1960, Israel se convirtió en un crítico abierto del régimen de apartheid en Sudáfrica, con la esperanza de establecer buenas relaciones con los países de mayoría negra en África. Sin embargo, la mayoría de los países africanos rompieron sus lazos con Israel en 1973 . Esta situación llevó a Israel a profundizar sus relaciones diplomáticas con Sudáfrica durante las siguientes décadas. Hasta 1986, Israel no participó en la mayoría de las sanciones internacionales impuestas a la Sudáfrica del apartheid por la comunidad internacional. Sin embargo, al año siguiente se sumó a las sanciones.[cita requerida]
Tras la caída del apartheid en 1994, las relaciones siguieron siendo cordiales bajo el gobierno de Nelson Mandela, aunque experimentaron un fuerte deterioro desde entonces, con la posición de Sudáfrica inclinándose a favor de los palestinos, debido en parte a una alianza histórica entre el Congreso Nacional Africano (ANC) y la Organización para la Liberación de Palestina (OLP).

## Caso judicial de 2023-2024
El 29 de diciembre de 2023, Sudáfrica presentó un caso contra Israel por cometer genocidio, crímenes de guerra y crímenes contra la humanidad contra los palestinos en la Franja de Gaza durante el conflicto desatado dos meses antes ante la Corte Internacional de Justicia. Se iniciaron procedimientos ante la Corte Internacional de Justicia de conformidad con la Convención sobre Genocidio, de la que tanto Israel como Sudáfrica son signatarios, y se iniciaron de conformidad con el artículo IX de la Convención. En la solicitud de 84 páginas del país, presentada el 29 de diciembre de 2023, Sudáfrica alegó que las acciones de Israel «son de carácter genocida porque tienen como objetivo provocar la destrucción de una parte sustancial del pueblo palestino, grupo racial y étnico». Sudáfrica solicitó que la CIJ emitiera una orden legal vinculante de manera provisional (es decir, antes de una audiencia sobre el fondo de la solicitud), exigiendo a Israel «suspender inmediatamente sus operaciones militares en y contra Gaza». Si bien la resolución sobre el fondo del caso puede tardar años, dicha orden podría emitirse en cuestión de semanas. Además, el presidente sudafricano Cyril Ramaphosa también comparó las acciones de Israel con el apartheid.
Balkees Jarrah, director asociado de justicia internacional de Human Rights Watch, señaló que el caso de la CIJ no es un procesamiento de individuos y no involucra directamente a la Corte Penal Internacional, que es un organismo separado, y afirmó que el caso presenta una oportunidad para «proporcionar respuestas claras y definitivas sobre la cuestión de si Israel está cometiendo genocidio contra el pueblo palestino». Israel rechazó las acusaciones «con disgusto» y acusó a Sudáfrica de trabajar con Hamás, describiendo las acciones de Sudáfrica como «difamación de sangre», y llamó a los palestinos «los herederos modernos de los nazis». El 2 de enero de 2024, Israel decidió comparecer ante la CIJ en respuesta al caso presentado por Sudáfrica de que Israel estaba cometiendo genocidio, a pesar de un historial previo de ignorar los tribunales internacionales. El caso de Sudáfrica ha sido apoyado por Malasia y Turquía, y grupos pacifistas como CodePink, World Beyond War, RootsAction y The People's Forum, que instaron a más de 25 países a apoyar el caso de Sudáfrica, mientras que el Coordinador del Consejo de Seguridad Nacional de Estados Unidos para Comunicaciones Estratégicas, John Kirby, dijo que Estados Unidos consideró que la «presentación carecía de mérito, era contraproducente y carecía por completo de base alguna».